# David Leigh
David Leigh (Reino Unido, 22 de diciembre de 1956) es un nadador británico retirado especializado en pruebas de estilo braza, donde consiguió ser medallista de bronce mundial en 1975 en los 100 metros estilo braza.

## Carrera deportiva
En el Campeonato Mundial de Natación de 1975 celebrado en Cali (Colombia), ganó la medalla de bronce en los 100 metros estilo braza, con un tiempo de 1:05.32 segundos, tras el también británico David Wilkie  (oro con 1:04.26 segundos) y el japonés Nobutaka Taguchin  (plata con 1:05.04 segundos).